# Gyrinus vollmari
Gyrinus vollmari là một loài bọ cánh cứng trong họ van Gyrinidae. Loài này được Gistel miêu tả khoa học năm 1834.